# Drymoreomys albimaculatus
Drymoreomys albimaculatus és una espècie de mamífer rosegador de la tribu dels orizominis que viu a la Mata Atlàntica del Brasil. Es tracta de l'únic representant del gènere Drymoreomys. Fou descrit el 2011 i se'l troba exclusivament als estats de São Paulo i Santa Catarina. Habita els boscos humits dels vessants orientals de la Serra do Mar i possiblement es reprodueix durant tot l'any. Malgrat que el seu àmbit de distribució és relativament extens i abasta diverses àrees protegides, és fragmentari i està amenaçat, de manera que els seus descobridors recomanaren que D. albimaculatus aparegués a la Llista Vermella de la UICN com a «gairebé amenaçat».